# Andrea Höglinger
Andrea Höglinger (geboren am 3. Juli 1967 in Kleinzell im Mühlkreis) ist Vizerektorin für Forschung der Technischen Universität Graz. Zuvor war sie Sozialforscherin und Managerin im Bereich Forschungsfinanzierung.

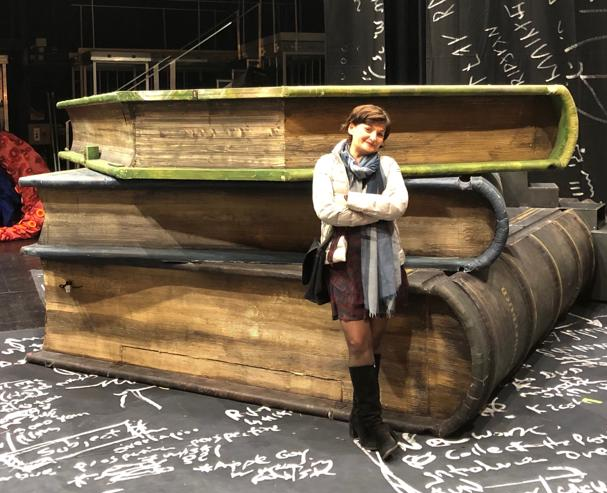
Andrea Höglinger, Stadttheater Baden

## Leben
Höglinger wuchs in ihrer Geburtsgemeinde in bäuerlichem Umfeld auf und besuchte hier auch die Volksschule. Nach Abschluss der Hauptschule wechselte sie an die Höhere Bundesanstalt für wirtschaftliche Berufe in Perg. Nach Erlangen der Matura studierte sie an der Universität Wien und der Wirtschaftsuniversität Wien ein Studium irregulare der Sozial- und Wirtschaftswissenschaften und beendete dieses als Magistra.

## Berufliches
Seit Abschluss ihrer universitären Ausbildung war Höglinger anfangs im Bereich der Sozialforschung, fortan vornehmlich im Bereich der Forschungsfinanzierung tätig. Einige Jahre lang arbeitete sie als Projektleiterin und wissenschaftliche Mitarbeiterin an mehreren Forschungsinstituten. Ab 2000 war sie in der Österreichischen Forschungsförderungsgesellschaft (FFG) tätig. Eingangs war sie Teamleiterin, im Jahr 2011 übernahm sie die Bereichsleitung der europäischen und internationalen Programme sowie die koordinierende nationale Kontaktstelle (NCP) für Horizon 2020.
Höglinger gilt als international renommierte Expertin im Bereich der multinationalen Forschungsfinanzierung. Bei Forschungs- und Technologieveranstaltungen sowie Seminarveranstaltern in Österreich und anderen Staaten tritt sie als Moderatorin gleichwie als Vortragende auf.
Am 9. Februar 2023 wurde sie im Team des künftigen Rektors Horst Bischof zur Vizerektorin für Forschung der Technischen Universität Graz designiert und trat ihre Funktion am 2. Oktober 2023 an.

## Mandate
Höglinger bekleidet als Folge ihrer Funktion bei der TU Graz einige Aufsichtsratsmandate.

## Zivilgesellschaft
Seit 2021 ist Höglinger Mitglied des Beirates im Europäischen BürgerInnenforum. Weiters ist sie Mitglied bei WISIA „Frauen in der Wissenschaft – ein interdisziplinäres Netzwerk“ Women in Science – an Interdisciplinary Association.

## Privates
Höglinger ist Mutter einer Tochter und lebt in einer Fernbeziehung.

## Werke
- Gerhard Berka, Josef Hochgerner, Andrea Höglinger, Savvas Katsikides: Kooperation und Konkurrenz: Auswirkungen der EG-Forschungsförderung auf die Entwicklung der Sozialwissenschaften in Europa (ZSI-Workshop), Wien 1994
- Andrea Höglinger, Gerhard Berka, Arbeit in Privathaushalten: alte Probleme in neuer Zeit, Studie der Sozialwissenschaftlichen Abteilung der Kammer für Arbeiter und Angestellte für Wien, Wien 1994
- Josef Hochgerner, Andrea Höglinger, Nutzung der Möglichkeiten von Telearbeit: Analyse des Entwicklungsstandes von Telearbeit sowie von maßgeblichen Entscheidungsfaktoren durch Datenerhebung unter ArbeitnehmerInnen in Österreich, Bundesministerium für Arbeit, Gesundheit u. Soziales, Wien 1998
- Josef Hochgerner, Andrea Höglinger (Hrsg.): Forschen in Europa. Soziale Dimensionen europäischer Forschung (ZSI-workshop, Band 7); Wien–Mülheim an der Ruhr 2000, ISBN 3-900782-37-7.
- Andrea Höglinger. Bürgerbeteiligung als innovatives Verfahren zur Konfliktlösung in Entscheidungen über Sondermülldeponien: Kommunikationsstrukturen zwischen betroffenen Bürgern und Planern im Niederösterreichischen Partizipationsprozeß. Fallbeispiel: Enzersdorf / Fischa. Hochschulschrift. Universität Wien. 1991